# Distrito de Schwandorf
Schwandorf es uno de los 71 distritos en que está dividido administrativamente el estado alemán de Baviera. posee un área de 1472,88 km² y una población de 144.804 habitantes (2004)

## Ciudades y municipios
| Ciudades | Mercados | Verwaltungsgemeinschaften                                                                                | Municipalidades |
| --- | --- | --- | --- |
| 1. Burglengenfeld 2. Maxhütte-Haidhof 3. Nabburg¹ 4. Neunburg vorm Wald¹ 5. Nittenau 6. Oberviechtach 7. Pfreimd¹ 8. Schönsee¹ 9. Schwandorf 10. Teublitz | 1. Bruck in der Oberpfalz 2. Neukirchen-Balbini¹ 3. Schwarzenfeld¹ 4. Schwarzhofen¹ 5. Wernberg-Köblitz 6. Winklarn¹ | 1. Nabburg 2. Neunburg vorm Wald 3. Oberviechtach 4. Pfreimd 5. Schönsee 6. Schwarzenfeld 7. Wackersdorf | 1. Altendorf 2. Bodenwöhr 3. Dieterskirchen 4. Fensterbach 5. Gleiritsch 6. Guteneck 7. Niedermurach 8. Schmidgaden 9. Schwarzach bei Nabburg 10. Stadlern 11. Steinberg am See 12. Stulln 13. Teunz 14. Thanstein 15. Trausnitz 16. Wackersdorf 17. Weiding |
| ¹ administrado dentro de un Verwaltungsgemeinschaft | | | |